# Syneches dinoscelis
Syneches dinoscelis är en tvåvingeart som beskrevs av Mario Bezzi 1904. Syneches dinoscelis ingår i släktet Syneches och familjen puckeldansflugor. Inga underarter finns listade i Catalogue of Life.